# ふるさとの夢
『ふるさとの夢』（ふるさとのゆめ）は2017年1月23日から2020年3月25日までTBSテレビ（関東ローカル）にて放送されていた、情報・ドキュメンタリー・通販番組。

## 概要
毎回1つの市や町、村にスポットを当て、地元を盛り上げようと頑張っている人や、新しいことにチャレンジしているベンチャー企業など、ふるさと（地元）のために活動している人をクローズアップする情報ドキュメンタリー通販番組。
また、放送終了後、当番組内で紹介した商品はTBSグロウディア（旧グランマルシェ）が運営する「TBS ishop」での通販も行われる。
当番組終了後の同枠の後続番組は、同じ流れを汲むふるさとの未来。

## 出演者
MC
- 矢島舞美（元℃-ute[2]）
- 中島早貴（同上）

進行
- 安東弘樹（元TBSアナウンサー）

## ネット局
| 放送対象地域 | 放送局    | 放送期間                      | 放送日時                         | 備考           |
| ------------ | --------- | ----------------------------- | -------------------------------- | -------------- |
| 関東広域圏   | TBSテレビ | 2017年1月23日 - 9月25日       | 毎週月曜 0:50 - 1:20（日曜深夜） | 初回は1:05開始 |
| 関東広域圏   | TBSテレビ | 2017年10月5日 - 2020年3月25日 | 毎週木曜 0:58 - 1:28（水曜深夜） |                |

## テーマソング

### オープニングテーマ
- 『ふるさとの夢』[3] - 歌・かみいしなか かな[4]（UP-FRONT WORKS）

### エンディングテーマ
第1期（#1 - #41）
- 『ふるさとの夢』 - 歌・かみいしなか かな

第2期（#42 - #69）
- 『五線譜のたすき』 - 歌・モーニング娘。'17 / '18[5]（UP-FRONT WORKS）

第3期（#70 - #129）
- 『不器用な自分』 - 歌・PINK CRES.（UP-FRONT WORKS）

第4期（#130 - #137）
- 『Escape』 - 歌・鈴木愛理（zetima/UP-FRONT WORKS）

第5期（#138 - #157）
- 『幸せのありかはどちらですか』 - 歌・カレッジ・コスモス（zetima/UP-FRONT WORKS）

## 放送リスト
| 回  | 放送日         | 放送内容 | 紹介場所                             | 備考                                          |
| --- | -------------- | --- | ------------------------------------ | --------------------------------------------- |
| 1   | 2017年 1月22日 | ベンチャーウイスキー「イチローズ・モルト」 カエデ糖スイーツ 安田屋日野田店「わらじカツ丼」 温泉旅館「柳屋」                               | 埼玉県秩父市                         | 25:05より放送                                 |
| 2   | 1月29日        | ちんばた「豚みそ丼」 食事処「丹一」 かき氷「阿左美冷蔵」 雑貨屋「ツグミ工芸舎」 兎田ワイナリー「秩父ルージュと秩父ブラン」                | 埼玉県秩父市                         |                                               |
| 3   | 2月5日         | くろば亭「鮪カルビ焼き」 トライアルステイ 三富染物店「大漁旗」                                                                            | 神奈川県三浦市                       |                                               |
| 4   | 2月12日        | ドローンクリエイションヨコスカ On The Hummock「食彩ネットワーク」                                                                         | 神奈川県三浦市                       |                                               |
| 5   | 2月19日        | 豊島屋酒造 銀河鉄道 | 東京都東村山市                       |                                               |
| 6   | 2月26日        | 肉汁うどん「野口製麺所」 地元野菜で作ったドレッシング「竹田商店」 黒焼そば「ポールスタア」                                                | 東京都東村山市                       |                                               |
| 7   | 3月5日         | 耳うどん 天明鋳物 | 栃木県佐野市                         |                                               |
| 8   | 3月12日        | 佐野ラーメン ハラールラーメン 佐野藍復活プロジェクト                                                                                      | 栃木県佐野市                         | 25:00より放送                                 |
| 9   | 3月19日        | 房州うちわ 館山フルーツ工房 | 千葉県館山市                         | 25:05より放送                                 |
| 10  | 3月26日        | 海風が育てる冬の野菜 観光客を招く大群衆                                                                                                   | 千葉県館山市                         | 25:20より放送                                 |
| 11  | 4月2日         | 縁起がいい街・高崎市 KD DARUMA オランダコロッケ                                                                                           | 群馬県高崎市                         |                                               |
| 12  | 4月16日        | 梅餃子 糀屋の甘酒 | 群馬県高崎市                         | 25:15より放送                                 |
| 13  | 4月23日        | 特集『GINZA SIX』（前編） 福岡県大川市「庄分酢」                                                                                          | 東京都中央区銀座                     | 25:20より放送                                 |
| 14  | 4月30日        | 特集『GINZA SIX』（後編） 新潟県燕市「玉川堂」 京都市「ふふふあん」                                                                       | 東京都中央区銀座                     |                                               |
| 15  | 5月7日         | 鹿カレー 大石紬 | 山梨県南都留郡富士河口湖町           |                                               |
| 16  | 5月14日        | 富士まぶし 富士桜高原ビール | 山梨県南都留郡富士河口湖町           |                                               |
| 17  | 5月21日        | ナイトツアー 長田屋商店 | 長野県下伊那郡阿智村                 |                                               |
| 18  | 5月28日        | 花桃 手作り花火 | 長野県下伊那郡阿智村                 |                                               |
| 19  | 6月4日         | ういろう本店 携帯グッズ会社「Hamee」 | 神奈川県小田原市                     |                                               |
| 20  | 6月11日        | 寄木細工 鈴廣かまぼこ | 神奈川県小田原市                     |                                               |
| 21  | 6月18日        | 福井洋傘 蚊帳「タナカ」 | 福井県福井市                         | 25:10より放送                                 |
| 22  | 6月25日        | 粉末醤油「室次」 廣部硬器 ナック・ケイ・エス                                                                                              | 福井県福井市                         |                                               |
| 23  | 7月2日         | 浴衣 アイスコルネット | 静岡県浜松市                         | 25:00より放送                                 |
| 24  | 7月9日         | うなぎの刺身 和菓子 | 静岡県浜松市                         | 25:15より放送                                 |
| 25  | 7月16日        | 線香花火 和紙 | 山梨県市川三郷町                     | 25:05より放送                                 |
| 26  | 7月23日        | ハンコ 近藤ニット | 山梨県市川三郷町                     |                                               |
| 27  | 7月30日        | 麦わら帽子 大豆コロッケ「豆コロ」 | 埼玉県春日部市                       |                                               |
| 28  | 8月20日        | 各種桐製品 唐揚げ専門店「光苑」（海鮮唐揚げ）                                                                                             | 埼玉県春日部市                       |                                               |
| 29  | 8月27日        | 『大反響スペシャル』 | （総集編）                           |                                               |
| 30  | 9月3日         | 曲がる食器 グリーンラーメン | 富山県高岡市                         |                                               |
| 31  | 9月10日        | 菅笠 矢島舞美プレゼンツ『ふるさと何でもNo.1』 高岡ラムネ                                                                                  | 富山県高岡市                         |                                               |
| 32  | 9月17日        | あいきマロン 竹細工のお弁当箱 | 茨城県笠間市                         |                                               |
| 33  | 9月24日        | 笠間焼 茨城県立笠間陶芸大学校 そばいなり                                                                                                  | 茨城県笠間市                         | この回まで毎週日曜深夜の放送                  |
| 34  | 10月4日        | 『特別編 アメリカ・ナッシュビル』（1） 特大スペアリブ                                                                                     | アメリカ合衆国テネシー州ナッシュビル | この回より毎週水曜深夜の放送                  |
| 35  | 10月11日       | 『特別編 アメリカ・ナッシュビル』（2） ホットチキン                                                                                       | アメリカ合衆国テネシー州ナッシュビル |                                               |
| 36  | 10月18日       | 『特別編 アメリカ・ナッシュビル』（3） 鍵職人 テネシー・ウイスキー                                                                        | アメリカ合衆国テネシー州ナッシュビル |                                               |
| 37  | 10月25日       | 『特別編 アメリカ・ナッシュビル』（4） ギター職人 ナッシュビルのラーメン店                                                                | アメリカ合衆国テネシー州ナッシュビル |                                               |
| 38  | 11月1日        | 力士用刺繍入り肌着 | 東京都墨田区                         |                                               |
| 39  | 11月8日        | 駄菓子 | 東京都墨田区                         |                                               |
| 40  | 11月15日       | あきた芸術村 劇団「わらび座」 田沢湖ビール                                                                                                | 秋田県仙北市                         |                                               |
| 41  | 11月22日       | 角館武家屋敷 樺細工 味噌・醤油「安藤醸造」                                                                                                | 秋田県仙北市                         |                                               |
| 42  | 11月29日       | 焼豚玉子飯 | 愛媛県今治市                         |                                               |
| 43  | 12月6日        | 今治タオル | 愛媛県今治市                         |                                               |
| 44  | 12月13日       | マルカンビル大食堂「特製ソフトクリーム」 宮野目特産物直売所「案山子」                                                                     | 岩手県花巻市                         |                                               |
| 45  | 12月20日       | 下の畑保存会 わんこそば「やぶ屋」 | 岩手県花巻市                         |                                               |
| 46  | 2018年 1月10日 | 『祝・一周年スペシャル!』 | （総集編）                           |                                               |
| 47  | 1月17日        | 輪島塗 | 石川県輪島市                         |                                               |
| 48  | 1月24日        | 切り出し七輪「丸和工業」 バウムクーヘン「メルヘン日進堂」                                                                                 | 石川県珠洲市                         |                                               |
| 49  | 1月31日        | レストラン「浜中」 高級ダイニング「響」 福寿司                                                                                            | 石川県奥能登                         |                                               |
| 50  | 2月7日         | リブマフラー「松井ニット技研」 | 群馬県桐生市                         |                                               |
| 51  | 2月14日        | 水をはじく風呂敷「朝倉染布」 ひもかわうどん「ふる川」                                                                                     | 群馬県桐生市                         |                                               |
| 52  | 2月21日        | 山ストール「PRIRET」 「Ladybird press」 ブレード帽「com+position」                                                                        | 群馬県桐生市                         |                                               |
| 53  | 2月28日        | 雛人形「広田屋」 川幅どらやき「木村屋製菓舗」                                                                                             | 埼玉県鴻巣市                         |                                               |
| 54  | 3月7日         | 流氷 おーろら号 流氷ドラフト「網走ビール」                                                                                                | 北海道網走市                         |                                               |
| 55  | 3月14日        | 東京農業大学オホーツクキャンパス オホーツク網走ザンギ丼「花のれん」                                                                       | 北海道網走市                         |                                               |
| 56  | 3月21日        | どぶ汁「まるみつ旅館」 あんこう押し寿司「秀寿司」 雨情の里牛                                                                              | 茨城県北茨城市                       |                                               |
| 57  | 3月28日        | 小根付ほか | 茨城県北茨城市                       |                                               |
| 58  | 4月4日         | スカイベリー「すとろべりーファームおおつか」 ロールケーキ「道の駅にのみや」                                                               | 栃木県真岡市                         |                                               |
| 59  | 4月11日        | SL「真岡鐵道」 真岡木綿 | 栃木県真岡市                         |                                               |
| 60  | 4月18日        | 包丁「マサヒロ」 日本刀アイス | 岐阜県関市                           |                                               |
| 61  | 4月25日        | ダマスカス包丁/ハサミ 黒からあげ「手打ちうどん・そば処 喜家」                                                                             | 岐阜県関市                           |                                               |
| 62  | 5月2日         | 銚子電気鉄道 ぬれ煎餅 キャベツめろんマカロン「ル・ノワ」                                                                                  | 千葉県銚子市                         |                                               |
| 63  | 5月9日         | ヤマサ醤油 青柳畳店 | 千葉県銚子市                         |                                               |
| 64  | 5月16日        | カリカリ梅「赤城フーズ」 村岡食品工業 るなぱあく                                                                                          | 群馬県前橋市                         |                                               |
| 65  | 5月23日        | ウクレレ「三ツ葉楽器」 キャベツこんにゃくゼリー&キャベツサイダー「みまつ食品」                                                            | 群馬県前橋市                         |                                               |
| 66  | 5月30日        | ビニール傘「ホワイトローズ」 佃煮「鮒佐」                                                                                                 | 東京都台東区                         |                                               |
| 67  | 6月6日         | 提灯 七味唐辛子「やげん堀」 | 東京都台東区                         | 25:03より放送                                 |
| 68  | 6月13日        | 『特別編 アメリカ・ハワイ』（1） 茶屋 庭園レストラン                                                                                      | アメリカ合衆国ハワイ州               | 25:03より放送                                 |
| 69  | 6月20日        | 『特別編 アメリカ・ハワイ』（2） アイスクリーム・シャーベット「高橋果実店」 コンビニエンスストア「ABC STORES」                            | アメリカ合衆国ハワイ州               | 25:03より放送                                 |
| 70  | 7月4日         | 『特別編 アメリカ・ハワイ』（3） シーライフパーク ラニアケアビーチ フライボード ヌウアヌパリ展望台 イオラニ宮殿 ココパブ                  | アメリカ合衆国ハワイ州               | 25:03より放送                                 |
| 71  | 7月11日        | 『特別編 アメリカ・ハワイ』（4） 特集・ハワイの朝食                                                                                       | アメリカ合衆国ハワイ州               |                                               |
| 72  | 7月18日        | 『特別編 アメリカ・ハワイ』（5） ホノルル レール トランジット プロジェクト ハワイの最先端エリア「カカアコ地区」                           | アメリカ合衆国ハワイ州               |                                               |
| 73  | 7月25日        | 『特別編 アメリカ・ハワイ』（6） ハワイアン焼酎カンパニー                                                                                 | アメリカ合衆国ハワイ州               |                                               |
| 74  | 8月1日         | 真空二重構造チタンタンブラー「セブン・セブン」 プラスチック製家庭用品「曙産業」                                                           | 新潟県燕市                           |                                               |
| 75  | 8月8日         | カレー用スプーン「山崎金属工業」 中華そば「杭州飯店」                                                                                     | 新潟県燕市                           |                                               |
| 76  | 8月15日        | マスカ・サーティーン「植原葡萄研究所」 「ワイン科学研究所」                                                                               | 山梨県甲府市                         | 25:33より放送                                 |
| 77  | 8月22日        | 国産黒鮑煮貝「かいや」 伝統工芸品「土屋華章製作所」                                                                                       | 山梨県甲府市                         |                                               |
| 78  | 8月29日        | こっぱ人形「中村実工房」 馬肉うどん「中村屋」                                                                                             | 長野県上田市                         |                                               |
| 79  | 9月5日         | 松茸料理専門店「松茸小屋」 ミニトマト「須藤物産」                                                                                         | 長野県上田市                         | 24:59より放送                                 |
| 80  | 9月12日        | 金魚 スイーツ「やとみスイートハートプロジェクト」                                                                                         | 愛知県弥富市                         | 24:59より放送                                 |
| 81  | 9月19日        | オリエンタル和装「ビギン」 漆100%コップ「武藤仏壇漆工」                                                                                   | 愛知県弥富市                         | 24:59より放送                                 |
| 82  | 9月26日        | 関東・栃木レモン「栃木乳業」ほか | 栃木県栃木市                         | 25:13より放送                                 |
| 83  | 10月3日        | かんぴょうスピーカー「fucucci（フクッチ）」 下野しぼり・下野人形                                                                          | 栃木県栃木市                         | 25:13より放送                                 |
| 84  | 10月10日       | 下駄 えだまメンチ | 群馬県沼田市                         | 25:13より放送                                 |
| 85  | 10月17日       | こんにゃく てんぐの玉手箱「こんにゃく工房 迦しょう」ほか                                                                                  | 群馬県沼田市                         | 25:13より放送                                 |
| 86  | 10月24日       | 熊手「面亀」 香る単語帳「タイラ」 | 埼玉県所沢市                         |                                               |
| 87  | 10月31日       | 天体望遠鏡「ピクセン」 矢島舞美プレゼンツ『ふるさと何でもNo.1』 食品サンプル「畑中」                                                      | 埼玉県所沢市                         |                                               |
| 88  | 11月7日        | つづら「高橋つづら店」ほか | 茨城県つくば市                       |                                               |
| 89  | 11月14日       | 木から造った飲めるアルコール「森林総合研究所」 つくば豚「筑波ハム」                                                                       | 茨城県つくば市                       |                                               |
| 90  | 11月21日       | 大道芸ワールドカップ in 静岡 とろろ汁「元祖 丁子屋」                                                                                      | 静岡県静岡市                         | 25:00より放送                                 |
| 91  | 11月28日       | ツナ缶「モンマルシェ」 桜えびを使った地元グルメ「浜のかきあげや」                                                                         | 静岡県静岡市                         |                                               |
| 92  | 12月5日        | 四万温泉 入山メンパ | 群馬県中之条町                       |                                               |
| 93  | 12月12日       | 旅館「山木館」 北軽井沢濃厚Wチーズケーキ「カフェドフルミエール」                                                                          | 群馬県長野原町                       |                                               |
| 94  | 12月19日       | なまはげ面彫師 地域おこし協力隊 石焼き料理「男鹿ホテル」                                                                                  | 秋田県男鹿市                         |                                               |
| 95  | 12月26日       | ぎばさ「三高水産」 しょっつる「諸井醸造」                                                                                                 | 秋田県男鹿市                         | 25:09より放送                                 |
| 96  | 2019年 1月9日  | 蛭谷和紙 和紙布スリッポン | 富山県中新川郡                       | 25:03より放送                                 |
| 97  | 1月16日        | サカナイフ「TAPP」 富山ブラックラーメン「麺家いろは」                                                                                     | 富山県射水市                         |                                               |
| 98  | 1月23日        | ニット生地「和田メリヤス」 黒あわび茸「和島興産」                                                                                         | 和歌山県和歌山市                     |                                               |
| 99  | 1月30日        | エコプラモデル"梅プラくん"「ヤマトクリエーション和歌山」 和菓子店「総本家駿河屋」                                                         | 和歌山県和歌山市                     |                                               |
| 100 | 2月6日         | スリッパ「阿部産業」 糀味噌カレー「糀屋カフェたんとKitchen」                                                                              | 山形県河北町                         |                                               |
| 101 | 2月13日        | イタリア野菜「かほくイタリア野菜研究会」 冷たい肉そば「一寸亭」                                                                           | 山形県河北町                         |                                               |
| 102 | 2月20日        | 佐渡天然ブリカツ丼「レストラン味彩」 かりんとう「かやの実会」                                                                             | 新潟県佐渡市                         |                                               |
| 103 | 2月27日        | 太鼓芸能集団「鼓童」 佐渡の塩「塩工房 佐渡風塩釜」                                                                                        | 新潟県佐渡市                         |                                               |
| 104 | 3月6日         | 勇知いも たこしゃぶ「車屋・源氏」 | 北海道稚内市                         |                                               |
| 105 | 3月13日        | 利尻らーめん「味楽」 乳酸飲料「ミルピス」                                                                                                 | 北海道利尻島                         |                                               |
| 106 | 3月20日        | キョン革製品「NUIZA縫EMON」 地ビール「柏ビール」                                                                                          | 千葉県柏市                           | 25:38より放送                                 |
| 107 | 3月27日        | 関東牛刀「五香刃物製作所」 洋菓子店「パティスリー・ミレー」                                                                               | 千葉県柏市                           |                                               |
| 108 | 4月3日         | 丹波黒豆黄粉玉「丹波篠山かまい農場」 丹波黒納豆「KOBEKURO」                                                                               | 兵庫県篠山市                         |                                               |
| 109 | 4月10日        | 花山椒「田中醤油店」ほか | 兵庫県篠山市                         |                                               |
| 110 | 4月17日        | 気仙沼ホルモン「亀山精肉店」 クリームサンド「気仙沼パン工房」                                                                             | 宮城県気仙沼市                       |                                               |
| 111 | 4月24日        | 笹かまぼこ「三陸フィッシュペースト」 満点スリップ エクストラ「たかはし きもの工房」                                                       | 宮城県気仙沼市                       |                                               |
| 112 | 5月1日         | 立体造形ダンボールアート「国東時間」 から揚げ「勇ちゃんからあげ」                                                                         | 大分県国東市                         |                                               |
| 113 | 5月8日         | くにさき七島藺 はもの皮巻セット「林田かまぼこ」                                                                                           | 大分県国東市                         |                                               |
| 114 | 5月15日        | おもいの鉄板「石川鋳造」 食べられる食器「丸茂製菓」                                                                                       | 愛知県碧南市                         |                                               |
| 115 | 5月22日        | キリマルラーメン「小笠原製粉」 匠の耳かき                                                                                                 | 愛知県碧南市                         |                                               |
| 116 | 5月29日        | できたてポテトチップ「菊水堂」 おもしろ消しゴム「イワコー」                                                                               | 埼玉県八潮市                         |                                               |
| 117 | 6月5日         | LED照明器具『NIGHTBOOK』「ワイ・エス・エム」 バーベル「UESAKA」                                                                           | 埼玉県八潮市                         |                                               |
| 118 | 6月12日        | まちだシルクメロン「大浩研熱」 プレミアムバニラアイス「玉川学園」                                                                         | 東京都町田市                         |                                               |
| 119 | 6月19日        | 寿司ロボット「オーディオテクニカ」 ゆめちからもちもち生食パン「アイワ広告（サニーベッカリー）」                                           | 東京都町田市                         |                                               |
| 120 | 6月26日        | 美濃焼 てりかつ丼「ちちや」 | 岐阜県土岐市                         |                                               |
| 121 | 7月3日         | タイル工芸「作善堂」 ころかけうどん「信濃屋」                                                                                             | 岐阜県土岐市                         |                                               |
| 122 | 7月10日        | シイラ「平塚市漁業協同組合」ほか | 神奈川県平塚市                       |                                               |
| 123 | 7月17日        | フィルム農法「メビオール」 生チョコ「シルスマリア」                                                                                       | 神奈川県平塚市                       |                                               |
| 124 | 7月24日        | 明野サンフラワーフェス 信玄餅「金精軒」                                                                                                   | 山梨県北杜市                         |                                               |
| 125 | 7月31日        | ビーフカレー「萌木の村 ROCK」 かき氷「白州・尾白の森名水公園 べるが」                                                                     | 山梨県北杜市                         |                                               |
| 126 | 8月7日         | ねぶた師・北村麻子 おやさいクレヨン「mizuiro」                                                                                            | 青森県青森市                         |                                               |
| 127 | 8月14日        | 矢島舞美プレゼンツ『ふるさと何でもNo.1』 津軽びいどろ「北洋硝子」 イギリストースト「工藤パン」                                            | 青森県青森市                         |                                               |
| 128 | 8月21日        | 長岡まつり 大花火大会 栃尾油揚げ「佐藤豆腐店」                                                                                            | 新潟県長岡市                         |                                               |
| 129 | 8月28日        | 錦鯉「丸重養鯉場」 かぐら南蛮「山古志こだわり屋」                                                                                         | 新潟県長岡市                         |                                               |
| 130 | 9月4日         | 伯スポーツタオルセット「きさらぎ」 鳳梨パイナップルケーキ「cafeはちかく境港」                                                             | 鳥取県境港市                         |                                               |
| 131 | 9月11日        | なしば茶 淀江傘 | 鳥取県米子市                         |                                               |
| 132 | 9月18日        | WARM TECH SPOON「鈴木工業」 岐阜プリン「上見屋」                                                                                          | 岐阜県中津川市                       | 25:00より放送                                 |
| 133 | 9月25日        | ちこり「ちこり村」 五平餅「おふくろ」 | 岐阜県中津川市                       | 25:03より放送                                 |
| 134 | 10月9日        | バカマツタケ栽培「奈良県森林技術センター」 キハダのトレー&コースター 大和当帰の香塩「ポニーの里ファーム」                                 | 奈良県高市郡高取町                   |                                               |
| 135 | 10月16日       | 進化系便所サンダル「ニシベケミカル」 葛もちサイダー「井上天極堂」                                                                         | 奈良県御所市                         |                                               |
| 136 | 10月23日       | 鰹のたたき「明神水産」 天日塩「ソルティーブ」                                                                                             | 高知県黒潮町                         |                                               |
| 137 | 10月30日       | アレルゲンフリーの缶詰「黒潮町缶詰製作所」 きびなごフィレ「土佐佐賀産直出荷組合」                                                         | 高知県黒潮町                         | 25:00より放送                                 |
| 138 | 11月6日        | 無核真珠「神保真珠商店」 ふなずし「至誠庵」                                                                                               | 滋賀県大津市                         | 25:28より放送                                 |
| 139 | 11月13日       | シャンパンクーラー このは「中川木工芸 比良工房」 和紙糸でできたジャケット&ストール「古川与助商店」                                        | 滋賀県大津市                         | 25:28より放送                                 |
| 140 | 11月20日       | 鶴巻温泉「元湯 陣屋」 カトラリー「ショーワ精工」                                                                                          | 神奈川県秦野市                       | 25:00より放送                                 |
| 141 | 11月27日       | 峠漬「峠屋 -1976-」 水耕栽培の野菜「はだのふぁーむ」                                                                                      | 神奈川県秦野市                       |                                               |
| 142 | 12月4日        | ファイターズ鎌ケ谷スタジアム 梨の焼き菓子「ケーキ工房 ラ・セーヌ」                                                                        | 千葉県鎌ケ谷市                       |                                               |
| 143 | 12月11日       | 斉藤モンスター ちばコマキット「斉藤プレス」 理美容ハサミ「グリーンマウス」                                                                | 千葉県鎌ケ谷市                       |                                               |
| 144 | 12月18日       | 薩摩本枯節「山吉國澤百馬商店」 勝武士ラーメン「元祖 指宿 らーめん二代目」                                                                 | 鹿児島県指宿市                       |                                               |
| 145 | 12月25日       | 温たまらん丼「黒豚 郷土料理 青葉」「長寿庵」 黒ニンニク「池田湖食品」 そら豆「お菓子の小田屋 指宿店」「御菓子司 鳥越屋」 オクラ「エール」 | 鹿児島県指宿市                       | 25:40より放送                                 |
| 146 | 2020年 1月8日  | 「OPTICAL YABUUCHI」 「絹工房 おりをり」 楽膳椀・ぐいのみ らく杯「楽膳」                                                                  | 福島県福島市                         |                                               |
| 147 | 1月15日        | 妖精の羽「齋栄織物」 「道の駅 あつかしの郷」                                                                                              | 福島県伊達郡                         |                                               |
| 148 | 1月22日        | 「五箇山和紙の里」 ねこのくら工房 平家漬セット「ねこのくら工房」                                                                          | 富山県南砺市                         |                                               |
| 149 | 1月29日        | 「井波彫刻総合会館」 ん米ロール「菓子蔵処 田村萬盛堂」                                                                                    | 富山県南砺市                         |                                               |
| 150 | 2月6日         | 太鼓芸能集団「鼓童」 かりんとう「かやの実会」                                                                                             | 新潟県佐渡市                         | 1年前に取り上げた「佐渡の夢」のその後を取材。 |
| 151 | 2月13日        | 太鼓芸能集団「鼓童」 麹のおちちジャム「Berries」                                                                                          | 新潟県佐渡市                         | 1年前に取り上げた「佐渡の夢」のその後を取材。 |
| 152 | 2月20日        | 日本一寒い町を証明した男 「よーいごはん」4種類セット「有限会社 浜田旅館」                                                                 | 北海道足寄郡陸別町                   |                                               |
| 153 | 2月27日        | 陸別 キトピロの塩・キトピロの味噌特別セット しばれネット「株式会社メディエイト」 陸別ラーメン                                             | 北海道足寄郡陸別町                   |                                               |
| 154 | 3月5日         | 矢島舞美プレゼンツ『ふるさと何でもNo.1』 宇部かまぼこ ふるさと浜7本セット「株式会社 ヤナギヤ」 常盤町1丁目 スマイルマーケット             | 山口県宇部市                         |                                               |
| 155 | 3月12日        | 純米大吟醸 宇部山田錦「ドメーヌ貴」「永山本家酒造場」 ゆうれい寿司                                                                        | 山口県宇部市                         |                                               |
| 156 | 3月19日        | あめ細工 こみちゃん 八街生姜ジンジャーエール                                                                                              | 千葉県八街市                         |                                               |
| 157 | 3月26日        | 『最終回 その後スペシャル』 | （総集編）                           |                                               |

補足
- 2017年4月9日はマスターズ・トーナメントの中継・編成のため放送休止。
- 2017年8月6日 - 13日は世界陸上の中継・編成のため放送休止。
- 2018年6月27日はFIFAワールドカップ・スウェーデン×メキシコ戦とデイリーハイライトの中継・編成のため放送休止。
- 2019年10月2日は世界陸上の中継・編成のため放送休止。
- 2020年1月1日は金曜ドラマ「大恋愛〜僕を忘れる君と」ディレクターズカット版全話一挙放送の特別編成のため放送休止。

## 主なスタッフ
- ナレーター：衛藤将展
- 構成：ひぐちひろき、小林正和、高橋秀一
- 映像：松本隆昭
- 音響効果：赤津裕明
- 編集：清水由子、田山智博
- MA：斎藤直人
- 技術協力：東通
- 協力：日音（以前は技術協力）、TBSグロウディア（TBSグ→2019年4月3日）[14]
- 制作協力：ボトム
- 音楽協力：アップフロント音楽出版、アップフロントワークス（共にノンクレジット）
- 編成：松本友香（TBS）
- TK：海東祐里奈
- AD：諏訪拓朗、神保汐里、三柴聡、三善サキ
- マネージメントプロデューサー(MP)：樋江井彰敏（TBS）
- アソシエイトプロデューサー(ASP)：藤村卓也（ボトム）
- AP：遠藤英里
- ディレクター/演出：伊藤大基、米澤孝祐、瀧澤将太、竹村直
- プロデューサー：大木真太郎（TBS）
- 制作：TBSテレビ制作局制作1部
- 制作著作：TBS

### 過去のスタッフ
- 編成：池田尚弘、中島啓介（TBS）
- マネージメントプロデューサー(MP)：古谷英一、吉橋隆雄（TBS）
- 演出：前澤位江